# Željko Berić
Željko Berić (Užice, 3 marzo 1958) è un ex calciatore jugoslavo, di ruolo difensore.